# Lickershamn
Lickershamn är ett fiskeläge på nordvästra Gotland vid länsväg 149 cirka tre mil norr om centralorten Visby.
Det är en populär plats att bada och lägga till med båten. I det gamla fiskeläget är de flesta bodarna vid fiskeläget från 1930-talet, då hamnen byggdes ut, men det finns också ett par bodar som troligen är från 1700-talet. En restaurang, en liten fiskaffär som säljer färsk och rökt fisk, en gästhamn,med hamndjup 2–3 meter och 45 gästplatser finns. I Lickershamn finns också två badstränder: en väl skyddad sandstrand norr om hamnen och en klapperstensstrand söder om hamnen. Endast ett par hundra meter från stranden, omgiven av strövområden, ligger Lickershamns stugby.
Rauken Jungfrun är Gotlands största rauk, och den sträcker sig hela 27 meter över havet. Rauken har fått sitt namn efter en tragisk sägen om jungfrun Öllegard och hennes älskade Helge som här sägs ha störtat i havet. I närheten finns också ett mindre raukfält. Raukarna står där på en klippkant, en klint.
Strax före backen ner till hamnen ligger på höger sida en fornborg, kallad Stenkyrka, Sudergårde eller Lickershamn. Den är 140 gånger 100 meter stor och ligger på den klintkant som vetter mot Sveriges fasta land. I söder, öster och norr är den begränsad av cirka 12 meter höga naturliga stup. Muren är huvudsakligen byggd av kalksten och är mycket vittrad och vissa delar helt bortschaktade. Ytterligare två fornborgar ligger cirka en kilometer åt nordöst.